# هنری کاستر
هنری کاستر (آلمانی: Henry Koster؛ ۱ مهٔ ۱۹۰۵ – ۲۱ سپتامبر ۱۹۸۸) کارگردان و فیلم‌نامه‌نویس اهل آلمان بود.

## بخشی از فیلم‌شناسی
- سه دختر زرنگ (۱۹۳۶)
- یکصد مرد و یک دختر (۱۹۳۷)
- تا زمانی که ابرها کنار بروند (۱۹۴۶)
- دو خواهر اهل بوستون (۱۹۴۶)
- زن اسقف (۱۹۴۷)
- به اصطبل بیا (۱۹۴۹)
- هاروی (۱۹۵۰)
- دختر عموی من ریچل (۱۹۵۲)
- ردا (۱۹۵۳)
- دزیره (۱۹۵۴)
- ملکه باکره (۱۹۵۵)
- مرد من گادفری (۱۹۵۷)